# Stazione di Milano Romolo
Stazione di Milano Romolo vasútállomás Olaszországban, Lombardia régióban, Milánó településen.

## Vasútvonalak
Az állomást az alábbi vasútvonalak érintik:
- Milánó belt-vasútvonal

## Kapcsolódó állomások
A vasútállomáshoz az alábbi állomások vannak a legközelebb:
- Milan University Bocconi Train Station (kelet, Milan southern belt railway)
- Stazione di Milano San Cristoforo (nyugat, Milan southern belt railway)